# Caryophylliina
Caryophylliina é uma subordem de cnidários antozoários da ordem Scleractinia.

## Família
Seguem as famílias da subordem:
- Caryophylliidae (Dana, 1846)
- Flabellidae (Bourne, 1905)
- Gardineriidae (Stolarski, 1996)
- Guyniidae (Hickson, 1910)
- Turbinoliidae (Milne-Edwards and Haime, 1848)